# مانوج سينغ
مانوج سينغ (15 أكتوبر 1990 في الهند - ) هو لاعب كريكت هندي.

## وصلات خارجية
- مانوج سينغ على موقع إي آس بي آن كريك إنفو (الإنجليزية)